# Кјуба (Алабама)
Кјуба (енгл. Cuba) град је у америчкој савезној држави Алабама. По попису становништва из 2010. у њему је живело 346 становника.

## Демографија
Према попису становништва из 2010. у граду је живело 346 становника, што је 17 (4,7%) становника мање него 2000. године.
| Група             | 2000.       | 2010.       |
| Белци             | 333 (91,7%) | 294 (85,0%) |
| Афроамериканци    | 28 (7,7%)   | 45 (13,0%)  |
| Азијати           | 0 (0,0%)    | 0 (0,0%)    |
| Хиспаноамериканци | 1 (0,3%)    | 1 (0,3%)    |
| Укупно            | 363         | 346         |